# Ledro
Ledro (Léder in dialetto locale) è un comune italiano sparso di 5 433 abitanti della provincia di Trento nel Trentino-Alto Adige, che comprende il lago di Ledro e si affaccia sul lago di Garda. Fa parte della comunità Alto Garda e Ledro. La sede municipale si trova nella frazione Pieve di Ledro.

## Geografia fisica

### Idrografia
Il torrente più importante è il Ponale: emissario del Lago di Ledro, esce da questo a 665 m e scorre nella valle inferiore. Lungo 5,6 km sfocia nel lago di Garda con un'imponente cascata.
Un altro importante immissario del lago è il torrente Assat di Pur, a sud. A ovest troviamo il Massangla, che dopo aver percorso 7,7 km si getta nel lago. Altri immissari meno importanti sono il Rì di Pieve e il Rio di Scandolera.
Dalla parte della Valle del Chiese troviamo il torrente Palvico, emmissario del lago d'Ampola.

## Storia
Ledro è nato grazie al referendum popolare del 30 novembre 2008 fra gli elettori degli ex comuni di Pieve di Ledro, Bezzecca, Concei, Molina di Ledro, Tiarno di Sopra e Tiarno di Sotto che facevano parte dell'Unione dei Comuni della Valle di Ledro.
In seguito la legge regionale della Regione Trentino-Alto Adige 13 marzo 2009 n. 1 ha disposto che:
Nei territori dei comuni preesistenti lo statuto di Ledro (art. 33) ha istituito i municipi.
Il nuovo comune, come già gli ex comuni, fa parte della comunità Alto Garda e Ledro, che prende il posto dell'Unione dei Comuni della Valle di Ledro.
Nel comune è localizzata Molina di Ledro, uno degli Antichi insediamenti sulle Alpi, dal 2011 nell'elenco del patrimonio dell'umanità dell'UNESCO.

### Simboli
Stemma
Lo stemma e il gonfalone sono stati adottati con delibera del consiglio comunale n. 81 del 12 ottobre 2010 e approvato con deliberazione della Giunta provinciale di Trento del 23 dicembre 2010.
Lo stemma riprende l'antico sigillo ovale della Magnifica Comunità di Ledro che rappresenta un albero di faggio sormontato dalla scritta COMUNITAS LEUDRI.
Gonfalone
Il gonfalone è costituito da un drappo caricato dello stemma dell'Unione con l'iscrizione centrata (cioè convessa verso l'alto) COMUNITAS LEUDRI e circondato dai sei stemmi degli ex comuni.

## Monumenti e luoghi d'interesse

### Architetture religiose

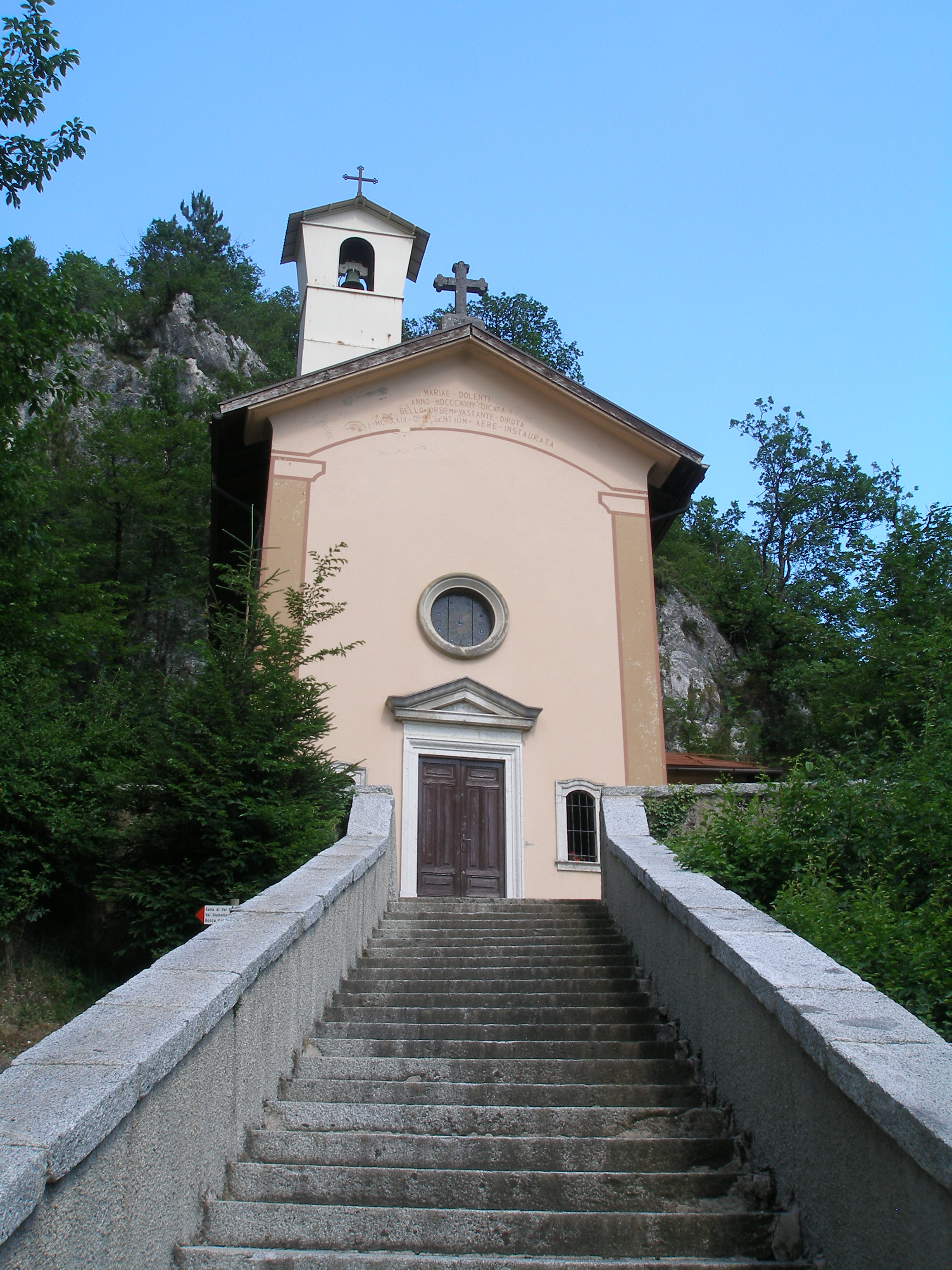
Santuario della Madonna Addolorata, nella frazione di Barcesino.

- Chiesa di Santa Lucia in Pratis, a Bezzecca, è la chiesa più antica della valle
- Chiesa dei Santi Pietro e Paolo nella frazione di Tiarno di Sopra
- Chiesa di San Bartolomeo nella frazione di Tiarno di Sotto
- Chiesa dell'Addolorata nella frazione di Barcesino
- Chiesa dell'Annunciazione di Maria nella frazione di Pieve di Ledro
- Chiesa di Sant'Antonio nella frazione di Biacesa
- Chiesa di San Giacomo Maggiore nella frazione di Pré
- Chiesa della Presentazione di Maria nella frazione di Enguiso
- Chiesa della Dedicazione di San Michele Arcangelo nella frazione di Mezzolago
- Chiesa della Santissima Trinità nella frazione di Legos
- Chiesa di San Vigilio nella frazione di Molina
- Chiesa di San Francesco da Paola nella frazione di Molina
- Chiesa di San Silvestro Papa nella frazione di Lenzumo
- Cappella di Sant'Angela Merici nella frazione di Tiarno di Sotto

## Società

### Evoluzione demografica
Abitanti censiti

## Cultura
La Valle di Ledro è ricca di tradizioni e festività locali. Tra le più importanti ricordiamo la Fiera di S. Michele, in settembre. L'annuale gara estiva delle macchinine in legno durante la sagra di Locca. La gara delle barche di cartone sul lago. Il tuffo della Merla in gennaio. Il triathlon svolto in tutte le sue categorie attorno al lago.
Dal 4 al 6 aprile 2014 Ledro, in località Locca di Concei, ha ospitato la XII edizione del Festival della Canzone europea dei Bambini.

## Amministrazione

### Gemellaggi
- Müllheim[13]
- Buštěhrad
- Doksy
- Chyňava
- Milín
- Nový Knín
- Příbram
- Ptice
- Všeň

Ledro è gemellato con otto comuni cechi, a ciascuno dei quali è stata dedicata una strada, una piazza o una targa. Questo perché, durante la prima guerra mondiale trovandosi sulla linea del fronte, la popolazione della valle venne evacuata in Boemia (anch'essa territorio austriaco come il Trentino) e durante la permanenza la popolazione ledrense strinse rapporti di amicizia con la popolazione locale, mantenendo questi rapporti fino ad oggi.